# إيتسيك كوهن (لاعب كرة قدم)
إيتسيك كوهن (بالعبرية: איציק כהן‏) (22 أبريل 1983 بنتانيا في إسرائيل - ) هو لاعب كرة قدم إسرائيلي في مركز الدفاع. شارك مع منتخب إسرائيل لكرة القدم. أما مع النوادي، فقد لعب مع اتحاد أبناء سخنين ومكابي حيفا ونادي هبوعيل إيروني كريات شمونة وهبوعيل حيفا وهبوعيل بتاح تكفا ‏ وHapoel Acre F.C. ‏ وHakoah Amidar Ramat Gan F.C. ‏.

## وصلات خارجية
- إيتسيك كوهن (لاعب كرة قدم) على موقع الاتحاد الأوربي (الإنجليزية)
- إيتسيك كوهن (لاعب كرة قدم) على موقع قاعدة بيانات كرة القدم.إي يو (الإنجليزية)
- إيتسيك كوهن (لاعب كرة قدم) على موقع ناشيونال فوتبول تيمز (الإنجليزية)
- إيتسيك كوهن (لاعب كرة قدم) على موقع Soccerway.com (الإنجليزية)
- إيتسيك كوهن (لاعب كرة قدم) على موقع AS.com (الإسبانية)